# Campeonato Europeu de Ginástica Artística de 2011
O Campeonato Europeu de Ginástica Artística de 2011 ocorreu entre os dias 4 e 10 de abril, na cidade de Berlim, Alemanha. Semelhante a edição de 2009, em Milão, não contou com as provas coletivas.

## Eventos
- Individual geral masculino
- Solo masculino
- Barra fixa
- Barras paralelas
- Cavalo com alças
- Argolas
- Salto sobre a mesa masculino
- Individual geral feminino
- Trave
- Solo feminino
- Barras assimétricas
- Salto sobre a mesa feminino

## Calendário
| Abril              | 6 | 7 | 8 | 9 | 10 |
| ------------------ | - | - | - | - | -- |
| Qualificatória     |   | ● |   |   |    |
| Individual geral   |   |   | ● |   |    |
| Solo               |   |   |   | ● |    |
| Cavalo com alças   |   |   |   | ● |    |
| Argolas            |   |   |   | ● |    |
| Salto sobre a mesa |   |   |   |   | ●  |
| Barras paralelas   |   |   |   |   | ●  |
| Barra fixa         |   |   |   |   | ●  |

| Abril               | 6 | 7 | 8 | 9 | 10 |
| ------------------- | - | - | - | - | -- |
| Qualificatória      | ● |   |   |   |    |
| Individual geral    |   |   | ● |   |    |
| Salto sobre a mesa  |   |   |   | ● |    |
| Barras assimétricas |   |   |   | ● |    |
| Trave               |   |   |   |   | ●  |
| Solo                |   |   |   |   | ●  |

## Países participantes
Um total de 39 nações foram representadas no Europeu de Ginástica Artística. Entre parênteses o número de ginastas por país.
| \| - Alemanha (10) - Armênia (2) - Áustria (8) - Azerbaijão (1) - Bélgica (10) - Bielorrússia (7) - Bulgária (6) - Croácia (7) - Chipre (3) - Dinamarca (6) - Eslováquia (2) - Eslovênia (10) - Espanha (10) \| - Finlândia (9) - França (10) - Geórgia (2) - Grã-Bretanha (10) - Grécia (10) - Hungria (7) - Irlanda (5) - Islândia (9) - Israel (8) - Itália (10) - Letônia (2) - Lituânia (4) - Luxemburgo (3) \| - Mónaco (1) - Noruega (3) - Países Baixos (10) - Polónia (10) - Portugal (8) - Chéquia (5) - Roménia (8) - Rússia (10) - Sérvia (1) - Suíça (10) - Suécia (4) - Turquia (5) - Ucrânia (10) \| | | |
| - Alemanha (10) - Armênia (2) - Áustria (8) - Azerbaijão (1) - Bélgica (10) - Bielorrússia (7) - Bulgária (6) - Croácia (7) - Chipre (3) - Dinamarca (6) - Eslováquia (2) - Eslovênia (10) - Espanha (10) | - Finlândia (9) - França (10) - Geórgia (2) - Grã-Bretanha (10) - Grécia (10) - Hungria (7) - Irlanda (5) - Islândia (9) - Israel (8) - Itália (10) - Letônia (2) - Lituânia (4) - Luxemburgo (3) | - Mónaco (1) - Noruega (3) - Países Baixos (10) - Polónia (10) - Portugal (8) - Chéquia (5) - Roménia (8) - Rússia (10) - Sérvia (1) - Suíça (10) - Suécia (4) - Turquia (5) - Ucrânia (10) |

## Medalhistas
| Evento                       | Ouro                      | Prata                   | Bronze                                 |
| Masculino                    |                           |                         |                                        |
| Individual geral detalhes    | GER Philipp Boy           | ROU Flavius Koczi       | GBR Daniel Purvis UKR Mykola Kuksenkov |
| Solo detalhes                | ROU Flavius Koczi         | ISR Alexander Shatilov  | RUS Anton Golotsutskov                 |
| Cavalo com alças detalhes    | HUN Krisztián Berki       | FRA Cyril Tommasone     | ARM Harutyun Merdinyan                 |
| Argolas detalhes             | RUS Konstantin Pluzhnikov | RUS Aleksander Balandin | GRE Eleftherios Petrounias             |
| Salto sobre a mesa detalhes  | FRA Thomas Bouhail        | FRA Samir Ait Said      | RUS Anton Golotsutskov                 |
| Barras paralelas detalhes    | GER Marcel Nguyen         | NED Epke Zonderland     | GRE Vasileios Tsolakidis               |
| Barra fixa detalhes          | NED Epke Zonderland       | GER Philipp Boy         | GER Marcel Nguyen                      |
| Feminino                     |                           |                         |                                        |
| Individual geral detalhes    | RUS Anna Dementyeva       | GER Elisabeth Seitz     | ROU Amelia Racea                       |
| Salto sobre a mesa detalhes  | ROU Sandra Izbaşa         | GER Oksana Chusovitina  | SUI Ariella Kaeslin                    |
| Barras assimétricas detalhes | GBR Elizabeth Tweddle     | RUS Tatiana Nabieva     | GER Kim Bui                            |
| Trave detalhes               | RUS Anna Dementyeva       | ITA Carlotta Ferlito    | ITA Elisabetta Preziosa                |
| Solo detalhes                | ROU Sandra Izbaşa         | ROU Diana Chelaru       | RUS Yulia Belokobylskaya               |

## Quadro de medalhas
| Ordem | País          | Medalha de ouro | Medalha de prata | Medalha de bronze |    |
| ----- | ------------- | --------------- | ---------------- | ----------------- | -- |
| 1     | Rússia        | 3               | 2                | 3                 | 8  |
| 2     | Roménia       | 3               | 2                | 1                 | 6  |
| 3     | Alemanha      | 2               | 3                | 2                 | 7  |
| 4     | França        | 1               | 2                |                   | 3  |
| 5     | Países Baixos | 1               | 1                |                   | 1  |
| 6     | Grã-Bretanha  | 1               |                  | 1                 | 2  |
| 7     | Hungria       | 1               |                  |                   | 1  |
| 8     | Itália        |                 | 1                | 1                 | 2  |
| 9     | Israel        |                 | 1                |                   | 1  |
| 10    | Grécia        |                 |                  | 2                 | 2  |
| 11    | Arménia       |                 |                  | 1                 | 1  |
| 11    | Suíça         |                 |                  | 1                 | 1  |
| 11    | Ucrânia       |                 |                  | 1                 | 1  |
| TOTAL | TOTAL         | 12              | 12               | 13                | 37 |